# UN-Sonderberichterstatter zum Recht auf Nahrung
Die Stelle des Sonderberichterstatters zum Recht auf Nahrung (engl.: Special Rapporteur on the right to food) wurde geschaffen, um weltweit eine angemessene Ernährung zu gewährleisten. Dies ist ein in Art. 11 UN-Sozialpakt gewährtes Recht und die Staaten haben sich vertraglich dazu verpflichtet dieses Grundrecht allen Menschen zu gewährleisten.

## Das UN-Mandat
Die UN-Menschenrechtskommission schuf diese Stelle am 17. April 2000 mittels einer Resolution, in welcher auch der Auftrag definiert wurde. Dieses UN-Mandat ist auf drei Jahre befristet und wird regelmäßig verlängert. Nachdem die UN-Menschenrechtskommission im Jahr 2006 durch den UN-Menschenrechtsrat ersetzt wurde, ist dieser nun zuständig und übt die Aufsicht aus. Die letzte Verlängerung des Mandates erfolgte am 21. März 2019.
Der Sonderberichterstatter ist kein Mitarbeiter der Vereinten Nationen, sondern wird von der UN mit einem Mandat beauftragt und dazu erließ der UN-Menschenrechtsrat einen Verhaltenskodex. Der unabhängige Status des Mandatsträgers ist für die unparteiische Wahrnehmung seiner Aufgaben entscheidend. Die Amtszeit eines Mandats ist auf maximal sechs Jahre begrenzt.
Er erstellt thematische Studien und erarbeitet Leitlinien zur Verbesserung der Menschenrechte. Der Sonderbeauftragte macht auf Einladung von Staaten Länderbesuche und kann in beratender Funktion Empfehlungen abgeben. Er prüft Mitteilungen und unterbreitet den Staaten Vorschläge, wie sie allfällige Missstände beheben können. Er führt auch Anschlussverfahren durch, in welchen er die Umsetzung der Empfehlungen prüft. Dazu erstellt er Jahresberichte für den UN-Menschenrechtsrat.

## Amtsinhaber
- 2000–2008 Jean Ziegler – Schweiz
- 2008–2014 Olivier De Schutter – Belgien
- 2014–2020 Hilal Elver – Türkei
- seit 2020 Michael Fakhri – Kanada